# Pavlivka, Novoukraiinka
Pavlivka (în ucraineană Павлівка) este un sat în comuna Kropîvnîțke din raionul Novoukraiinka, regiunea Kirovohrad, Ucraina.